# Mavrovouni (Agnanteris-Larisas)
Mavrovouni (Agnanteris-Larisas), (griechisch Μαυροβούνι (n. sg.)) ist ein Berg etwa 32 km südöstlich von Larisa. Zwei Gipfel steigen auf 725 m (Mavrovouni) bzw. 716 m (Myteri - Μυτερή) an.
Die umliegenden Dörfer sind:
Agnanteris (Αγναντερή) im Osten, Neo Perivoli (Νέον Περιβόλιον) und Kileler im Norden, Myra (Μύρα) und Dilophon (Δίλοφον) im Nordwesten, Skotoussa (Σκοτόυσσα) im Westen und Rigeo (Ρήγαιο) im Süden.
Möglicherweise fand die Schlacht von Kynoskephalai (Μάχη των Κυνός Κεφαλών) in diesem Gebiet statt.

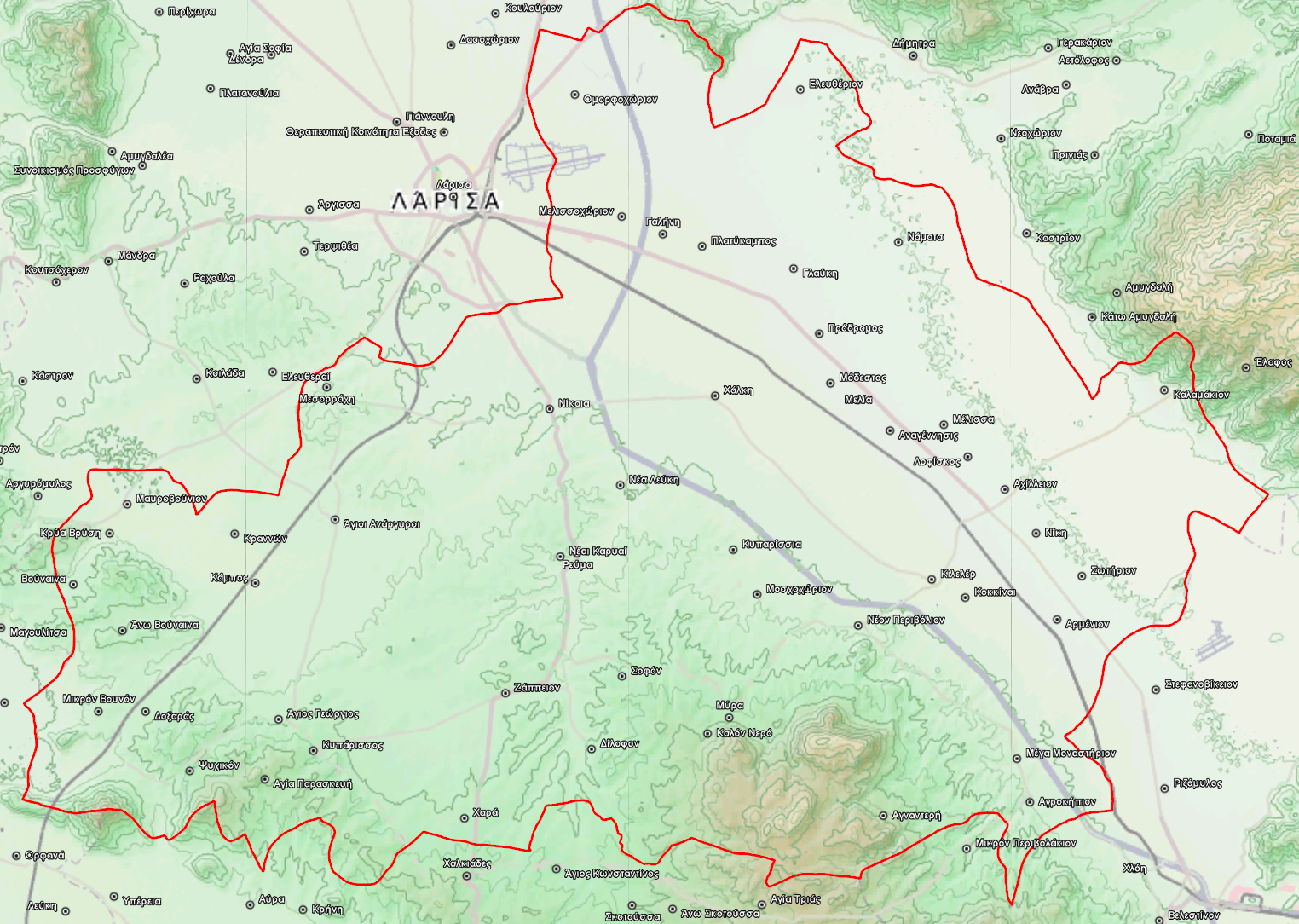
Topografische Karte von Kileler mit dem Berg im Süden

Touristenattraktion ist eine schlammige Thermalquelle.